# Hermann Otto Glüer
Hermann Otto Glüer (né le 5 février 1834 à Hambourg et mort le 13 février 1913 à Gergehnen (de)) est un propriétaire de manoir et député du Reichstag.

## Biographie

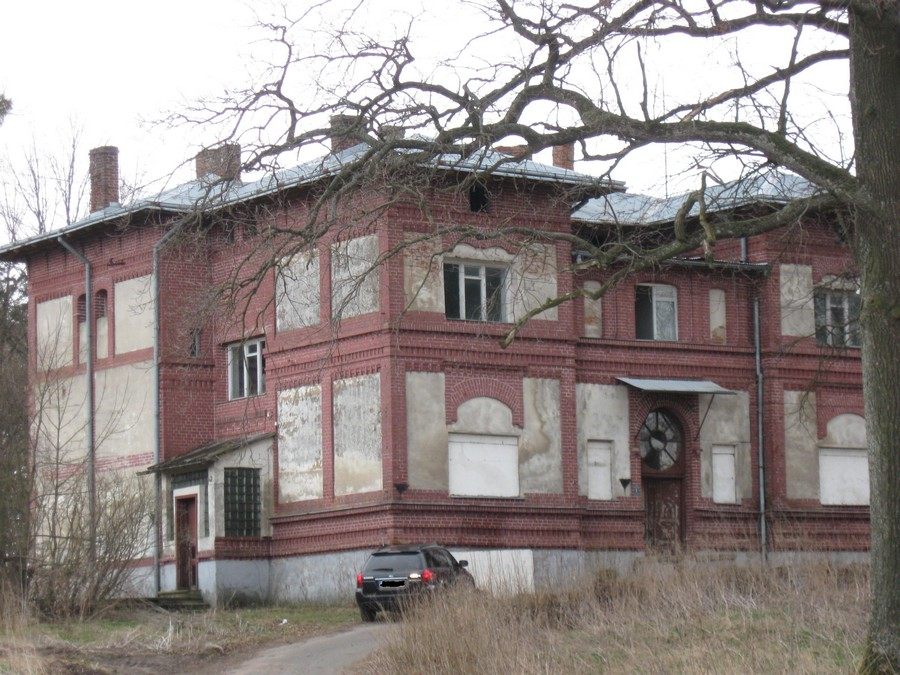
Ancien manoir du domaine de Gergehnen. Glüer meurt dans cette maison en 1913.

Glüer étudie à l'école secondaire privée et municipale de Hambourg et plus tard l'académie agricole de Proskau. Depuis 1860, il est agriculteur et propriétaire de Gergehnen (de). Il est député du parlement provincial de Prusse-Orientale et membre du Comité provincial et de la chambre d'agriculture de Prusse-Orientale. En 1881, il est cofondateur et président de l'Association laitière de Prusse-Orientale jusqu'en 1906, puis membre honoraire de l'association. Il est récipiendaire de l'Ordre de l'Aigle rouge de 4e classe et l'Ordre de la Couronne de 3e classe.
De 1905 à 1912, il est député du Reichstag pour la 7e circonscription de Königsberg avec le Parti conservateur allemand.